# Бохеньский, Адольф Мария
Адольф Мария «Адзьо» Бохенский (пол. Adolf Maria "Adzio" Bocheński) (13 апреля 1909, Пониква, Королевство Галиции и Лодомерии, Австро-Венгрия — 18 июля 1944, Анкона, Италия) — польский писатель и публицист, мальтийский кавалер, подпоручик Войска Польского на Западе.

## Биография
Происходил из шляхетской семьи герба Равич. Был сыном Адольфа Бохенского и Марии из Дуниных-Борковских, братом Юзефа Марии, Александра и Ольги. Его дядей был Францишек Изидор Бохенский. После получения аттестата зрелости уехал в Париж, где учился в школе для дипломатов — Ecole des Sciences Politiques, которую окончил в июне 1930 года, заняв в общей классификации третье место среди всех студентов из более двадцати стран мира. После возвращения в Польшу получил степень магистра (1932) права в Университета Яна Казимира во Львове. В первой половине 1930-х годов был активным деятелем Академического Общества «Myśl Mocarstwowa».
Был редактором и журналистом изданий «Bunt Młodych» и «Polityka». Его считают одним из самых талантливых польских политических публицистов 1930-х годов. Был сторонником укрепления исполнительной власти. Сторонник Юзефа Пилсудского, но критик многих действий санационного правительства.
Во время Сентябрьской кампании (нападения Германии на Польшу) хотел вступить в армию, но его не захотели принять из-за состояния здоровья. После многих усилий присоединился как доброволец к Запасному эскадрону 22-го полка Подкарпатских уланов и смог принять участие в боевых действиях. После вторжения СССР в Польшу 17 сентября 1939 года вместе со своим полком перешёл в Венгрию, а потом добрался до Франции. В Camp de Coëtquidan окончил школу подстаршин и вместе с Подхалянской бригадой принял участие в битве у Нарвика. Там за мужество получил свой первый Крест Храбрых. После эвакуации бригады из Норвегии в Бретани и капитуляции Франции переправлял в Англию солдат и офицеров. Через несколько месяцев отправился в Сирию, где поступил в Карпатскую бригаду. Позже оказался в Полку Карпатских уланов, с которым принял участие в битве при Тобруке и Монте-Кассино, где был ранен. Как солдат Карпатской бригады писал для газеты «Przy kierownicy w Tobruku».
Как подхорунжий Отдельной бригады Карпатских стрелков, а затем подпоручик Полка Карпатских уланов, благодаря своей отваге снискал популярность и уважение среди солдат. Погиб во время обезвреживания мин в битве при Анконе, что описал Мельхиор Ванькоич в своей книге «Zupa na gwoździu».
В честь Адольфа Марии Бохенского названы скверы в Варшаве и Вроцлав.

## Избранные работы
- Polityczne oblicze asymilacji narodowej // Droga. — 1935. — № 3.[8])
- Bochenski Aleksander, Stanislaw Los, Wlodzimierz Bzkowski. Problem polsko-ukraiński w Ziemi Czerwieńskiej. Warszawa: «Polityka», 1938.
- Adolf i Aleksander Bocheński, «Tendencje samobójcze narodu polskiego», 1925
- «Ustrój a racja stanu», 1928
- «Między Niemcami a Rosją», 1937
- Artykuły zebrane 1941—1944, Włochy 1944
- «Historia i Polityka. Wybór Publicystyki», wybrał, opracował i przedmową opatrzył Marcin Król, PIW, Warszawa 1989
- «Między Niemcami a Rosją», przedmowa: Mieczysław Pruszyński, 1994
- «Zanim powstała Kultura. Antologia tekstów Adolfa Marii Bocheńskiego poświęconych polskiej polityce wschodniej» pod red. Kazimierza Michała Ujazdowskiego, Lublin 2006